# 汪亦岫

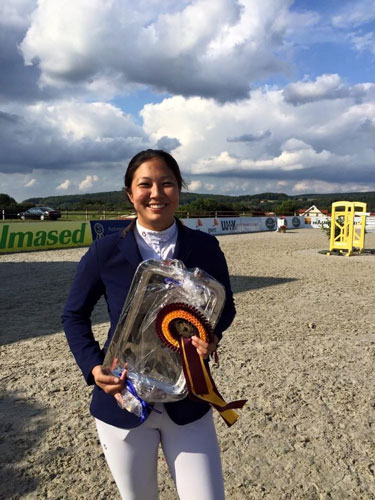
汪亦岫於里約奧運資格賽中奪冠

汪亦岫，（1989年2月12日—），是台灣障礙馬術選手。11歲起接受正式馬術訓練，曾代表台灣參加2006杜哈亞運、2010廣州亞運、2014仁川亞運以及多場歐洲國際馬術賽事，並在2005年亞洲盃馬術國際錦標賽及2014年Sunshine Tour Grand Prix中奪冠。2015年8月25日，汪亦岫在德國Hagen的里約奧運資格賽個人G組中獲得第一名，擊敗來自亞洲以及紐澳的其他選手，取得2016里約奧運參賽資格，是第一位代表台灣參加奧運馬術項目的選手，也是第一位贏得奧運馬術資格賽進入奧運的台灣運動員。在2016年夏季奧林匹克運動會馬術個人場地障礙賽第二回合賽事時，因當時天氣炎熱、擔心馬承受不了而退賽。
汪亦岫曾就讀台北市私立奎山學校小學部、台北美國學校、麻州衛斯理學院，目前在荷蘭瓦赫寧恩大學攻讀碩士學位。

## 家族背景
汪亦岫的外祖父是中華航空、亞洲化學及立青文教基金會創辦人衣復恩將軍，母親是前蘇富比台灣區負責人，曾任亞洲化學副董事長，現任立青文教基金會董事長的衣淑凡。父親汪士弘為汪積成（曾任中華航空機務副總、連方瑀舅舅）長子，曾任亞泰金屬及亞泰半導體董事長，目前為國貿股份有限公司董事長。